# Tetrallus bernhaueri
Tetrallus bernhaueri är en skalbaggsart som beskrevs av Thomas Casey 1911. Tetrallus bernhaueri ingår i släktet Tetrallus och familjen kortvingar. Inga underarter finns listade i Catalogue of Life.